# الرقابة في المملكة المتحدة
اتخذت الرقابة في المملكة المتحدة أشكالًا عديدة عبر تاريخ البلاد، مع وجود قوانين صارمة حينًا ومتراخية حينًا أخرى في أوقات مختلفة، خاصة فيما يتعلق بالسينما البريطانية، وأماكن الترفيه، والأدب، والمَلَكية والصحافة. على وجه التحديد، لا يوجد مفهوم حرية التعبير عمومًا كحق أساسي في البلد. يتمتع المواطنون البريطانيون بحق سلبي في حرية التعبير بموجب القانون العام (الحق الذي لا يجب أن يتعرض لفعل شخص آخر أو مجموعة أخرى -مثل الحكومة- في صورة الإجبار أو الإساءة). في عام 1998، أدرجت المملكة المتحدة الاتفاقية الأوروبية في قانونها الداخلي بموجب قانون حقوق الإنسان، إلا أنه اقترح إلغاء الاتفاقية، مع الإعلان عن بديل يعرف باسم وثيقة حقوق المملكة المتحدة لعام 2022 التي صدرت مسودتها في 22 يونيو 2022.
حتى بموجب قانون حقوق الإنسان الحالي، هناك مجموعة واسعة من الاستثناءات. تشمل الاستثناءات عبارات التهديد أو السلوك المسيء أو الذي يقصد به أو يحتمل أن يتسبب في مضايقة السلام أو الإخلال به أو التسبب بالأذى أو الضيق؛ تمرير أي مادة أخرى تكون غير لائقة أو مسيئة بشكل صارخ بقصد إثارة الأذى أو القلق؛ التحريض، التحريض على الكراهية العنصرية، التحريض على الإرهاب؛ بما في ذلك الترويج للإرهاب ونشر المنشورات الإرهابية، تمجيد الإرهاب، جمع أو حيازة وثيقة أو سجل يتضمن معلومات يحتمل أن تكون مفيدة لإرهابي؛ الخيانة، التحريض على الفتنة، الفحش، ويقصد به فساد الآداب العامة والإساءة إليها، التشهير، الحجز المسبق، القيود على إبلاغ المحاكم بما في ذلك أسماء الضحايا والأدلة والتعارض أو التدخل في إجراءات المحكمة، حظر المقابلات التي تجرى بعد المحاكمة مع هيئة المحلفين، القيود على الوقت والطريقة والمكان، المضايقة، الاتصالات التفضيلية، الأسرار التجارية، المواد السرية، حقوق الطبع والنشر، براءات الاختراع، السلوك العسكري، والقيود المفروضة على الخطاب التجاري مثل الإعلان.
في عام 2022، احتلت المملكة المتحدة المرتبة 35 على مؤشر حرية الصحافة.

## وزارة المعلومات
أنشئت وزارة الإعلام خلال الحرب العالمية الأولى ثم أصلحت في الحرب العالمية الثانية لأغراض الدعاية. في الحرب العالمية الثانية، كانت تقع في مكتبة مجلس الشيوخ (جامعة لندن). خلال الحرب العالمية الثانية، ذاع صيتها بامتلاكها فريقًا مكونًا من 999 فردًا.
كانت الوزارة مسؤولة عن إبقاء الكثير من المعلومات بعيدًا عن المجال العام خلال سنوات الحرب، حيث كان يعتقد أن ذلك كان ليضر بالمشاعر الوطنية. فرضت رقابة على العديد من التقارير الصحفية التي لم تعتبر وطنية بما فيه الكفاية، أو التي أدرجت العمليات العسكرية إلى مستوى من التفصيل يمكن للعدو استخدامه.
استولت الوزارة على الوحدة العامة للبريد السينمائي، وأعادت تسميتها بوحدة التاج للأفلام. أنتجت أفلامًا وثائقية مثل «هدف الليلة» (1941)، «توجهات غربية» (1944)، «يمكن للندن تحملها!» (1940). أنتجت أيضًا فيلمًا خياليًا طويلًا؛ «خط 49» (1941). بعد ذلك، أنتجت أفلامًا وثائقية فقط، رغم وضعها أيضًا مبادئ توجيهية دعائية للأفلام التجارية.
حلت الوزارة عقب نهاية الحرب العالمية الثانية.

## القوانين المتعلقة بالفحش والمحتوى الجنسي
يخضع قانون الفحش في إنكلترا وويلز حاليًا لمختلف قوانين المنشورات الفاحشة، والمادة 63 من قانون العدالة الجنائية والهجرة لعام 2008، ولكن قوانين الفحش تعود إلى أبعد من ذلك بكثير في القانون العام الإنكليزي.
كانت إدانة إدموند كورل في عام 1727 لنشره كتاب «فينوس في الدير، أو الراهبة في جلبابها» (من الأدب الشهواني) بموجب القانون العام بتهمة الإخلال بسلام الملك ول إدانة بالفاحشة في بريطانيا العظمى، وشكلت سابقة قانونية لإدانات أخرى.
قدم في قانون المطبوعات الفاحشة لعام 1959 دفاع ضد تهمة الفحش على أساس الجدارة الأدبية. اختبر قانون المطبوعات الفاحشة في محاكمة الفحش عالي المستوى ضد دار بنجوين للنشر عن كتاب «عشيق الليدي تشاترلي» تأليف ديفيد هربرت لورانس (1960). وجد أن للكتاب ما يبرره، وأن دار بنجوين للنشر غير مذنبة، أفضى الحكم إلى حرية أكبر بكثير لنشر مواد صريحة. لم تثبت هذه المحاكمة أن الدفاع عن الجدارة هو حق تلقائي؛ فقد كانت عدة كتب ومنشورات مثيرة للجدل موضوع دعاوى قضائية أمام المحاكم البريطانية طوال ستينيات القرن الماضي وحتى السبعينيات. خضعت رواية «المخرج الأخير إلى بروكلين» (1964) للكاتب الأمريكي هيوبرت سيلبي الابن إلى محاكمة خاصة في عام 1966.
كان التمييز بين الأدب الشهواني القانوني والمواد الإباحية غير القانونية يتم عادة في المحاكم الناطقة باللغة الإنجليزية على أساس ما ينظر إليه من جدارة أدبية. لم تتم أي ملاحقات قضائية على مواد إباحية ذات نص محض في أعقاب محاكمة ليندا لوفليس لعام 1976 حتى أكتوبر 2008، عندما أدين رجل (لكن تمت تبرئته لاحقًا) بموجب قانون المطبوعات الفاحشة بسبب نشره المزعوم مواد مكتوبة خيالية على الإنترنت تصف اختطاف واغتصاب وقتل مجموعة البوب «غيرلز ألاود» (محاكمة آر في ووكر). في أواخر أغسطس 2005، أعلنت الحكومة تخطيطها لتجريم حيازة مواد إباحية متطرفة، بدلًا من مجرد تجريم نشرها، ودخل القانون حيز التنفيذ بصفة المادة 63 من قانون العدالة الجنائية والهجرة عام 2008.
بموجب قانون صدر في مايو 2015، لا يحظر إنتاج مراجع فحسب، بل أيضًا حيازة مراجع تقدم المشورة بشأن كيفية استمالة الأطفال وإساءة معاملتهم.
معظم متاجر البضائع الجنسية في المملكة المتحدة ممنوعة من عرض بضائعهم ضمن عرض مفتوح بموجب قانون العروض غير المحتشمة 1981، مما يعني أن واجهات المتاجر غالبًا ما تكون مغطاة أو مركبة فوق الملصقات. يجب أن تظهر علامة تحذير بوضوح عند مدخل المتجر، ولا يمكن رؤية أي شيء من الشارع. لا يمكن أن يكون عمر أي عميل أقل من 18 عامًا. أدخل قانون تسجيلات الفيديو لعام 1984 التصنيف المقيد-18 لمقاطع الفيديو التي لا تتوفر إلا في محلات الجنس المرخصة، ولكن المجلات الإباحية الورقية متاحة في بعض المحال ضمن بعض الأماكن. حصلت سلسة متاجر آن سامرز للملابس الداخلية مؤخرًا على حق الإعلان للعاملين في مراكز العمل، الذي كان محظورًا سابقًا تحت قيود ما يمكن أن تقوم به صناعة الجنس من إعلانات.

## ترخيص المسرح
مورست الرقابة على المسرح في إنجلترا على يد صاحب منصب الإشراف على الترفيه منذ نحو عام 1600 وحتى الحرب الأهلية الإنجليزية في سنة 1642.
في عام 1737، وجزئيًا نتيجة للهجمات السياسية التي شنها هنري فيلدينغ ضد روبرت والبول، سن البرلمان قانونا نص على إنشاء «مراقب المسرح» (مسؤول في مكتب اللورد تشامبرلين) لفرض الرقابة على المسرحيات على أسس السياسة والأخلاق (الفحش الجنسي، والتجديف، والألفاظ البذيئة..). كان يجب للمسرحيات الحصول على ترخيص من قبل اللورد تشامبرلين. في عام 1737، وبتأثير من دوق غرافتون، تم تعيين الشكسبيري إدوارد كابيل براتب سنوي قدره 200 جنيه إسترليني نائبًا لمراقب المسرح. ألغى قانون المسارح لعام 1968 هذه الرقابة بمقتضى شرط الترخيص.
استنادًا إلى روفوس أوسغود ماسون (الذي يعطي مثالًا على رخصة مكتوبة من سنة 1814):
حصل تشارلز كيمبل، في وقت لاحق من حياته، على تعيين «مراقب المسرحيات». تمثلت الواجبات في قراءة المسرحيات التي قبل بها مدراء المسارح المختلفة، حتى لا يكون فيها أي شيء مثير للاعتراض سواء على الصعيد السياسي أو الأخلاقي. أبلغ عن تلك التي تمت الموافقة عليها إلى اللورد شامبرلين الذي أصدر الترخيص.